# Sacapulas
Sacapulas – miasto w środkowo-zachodniej Gwatemali, w górach Sierra Madre de Chiapas, w departamencie El Quiché, leżące w odległości 48 km na północ od stolicy departamentu Santa Cruz del Quiché. Według danych szacunkowych w 2012 roku liczba ludności miasta wyniosła 12 879 mieszkańców.
Jest siedzibą władz gminy o tej samej nazwie, która w 2012 roku liczyła 47 347 mieszkańców. Gmina jest mała, a jej powierzchnia obejmuje 213 km².